# 2011년 부천국제판타스틱영화제
제15회 부천국제판타스틱영화제는 2011년 7월 14일부터 7월 24일까지 개최되었다.

## 수상[1]
- 작품상 - 《광란의 타이어》 (쿠엔틴 듀피욱스)
- 감독상 - 나홍진 (《황해》)
- 남우주연상 - 주노 맥 (《리벤지: 미친 사랑 이야기》)
- 여우주연상 - 미안나 버링 (《킬 리스트》)
- 심사위원 특별상 - 《작전명 타타르》 (바트울지 바타르)
- 같이의 가치 NH 농협 관객상 - 《슬랩스틱 브라더스》 (시나가와 히로시)

## 상영작

### 비전 익스프레스
- 《AKB48: 끝나지 않을 이야기》